# Hyalyris ocna
Hyalyris ocna är en fjärilsart som beskrevs av Herrich-Schäffer 1864. Hyalyris ocna ingår i släktet Hyalyris och familjen praktfjärilar. Inga underarter finns listade i Catalogue of Life.